# 帕蒂韦埃兰帕蒂
帕蒂韦埃兰帕蒂（Pattiveeranpatti），是印度泰米尔纳德邦Dindigul县的一个城镇。总人口7744（2001年）。

## 人口
该地2001年总人口7744人，其中男性3964人，女性3780人；0—6岁人口595人，其中男300人，女295人；识字率82.53%，其中男性为86.35%，女性为78.52%。